# Niki Sirén
Niki Sirén (* 5. Februar 1976 in Kouvola) ist ein schweizerisch-finnischer Eishockeyspieler, der zuletzt bei den Rapperswil-Jona Lakers in der Schweizer National League A unter Vertrag stand.

## Karriere
Sirén begann seine Karriere im Nachwuchsbereich des SC Rapperswil-Jona. 1994 wechselte er in seine Heimatstadt Kouvola nach Finnland zu KooKoo Kouvola. Er spielte zunächst im Juniorenteam und wurde dann ins Herrenteam befördert, das in der Mestis, der zweithöchsten finnischen Liga, spielte. 1996 wechselte er ins Eishockeyteam der University of Wisconsin–Madison und spielte mit diesem in der Western Collegiate Hockey Association. 1998 gelang den Wisconsin Badgers mit Sirén die Meisterschaft der WCHA.
2000 kehrte Sirén nach Finnland zurück und unterschrieb einen Vertrag bei Tappara Tampere. Mit seinem neuen Team erreichte er am Ende der Saison 2000/01 den zweiten Rang der SM-liiga. Auf die Saison 2001/02 wechselte Niki Sirén zu den Pelicans Lahti. Zur Spielzeit 2002/03 hin kehrte der Stürmer in die Schweiz zu seinem Juniorenklub, der sich inzwischen in Rapperswil-Jona Lakers umbenannt hatte, zurück. Nach drei Spieljahren, die der Finne für die Lakers bestritt, wurde Niki Sirén von den SCL Tigers unter Vertrag genommen.
Zwischen 2005 und 2007 spielte er für die SCL Tigers in der NLA, die in diesen beiden Spieljahren jeweils die Play-offs verpassten, bevor er sich zu einer Rückkehr zu seinem Stammverein, den Rapperswil-Jona Lakers, entschloss. Mit den Lakers erreichte Sirén in der Spielzeit 2007/08 die Play-offs, schied aber in der ersten Runde mit 1:4 gegen den HC Servette Genève aus. Ein Jahr später verpassten die Lakers die Play-offs und mussten stattdessen in den Play-outs antreten, in denen sie sich mit 4:2 gegen den HC Ambrì-Piotta durchsetzten und damit den Abstieg vermieden.
Nach dem Trainerwechsel zur Saison 2011/12 von Igor Pawlow zu Harry Rogenmoser wurde er im Alter von 35 Jahren vom Center zum Verteidiger umgeschult.

## Erfolge und Auszeichnungen
- 1998 Broadmoor-Trophy-Gewinn mit der University of Wisconsin–Madison
- 2001 Finnischer Vizemeister mit Tappara Tampere

## Statistik
(Stand: Ende der Saison 2010/11)